# Dendrobium dendrocolla
Dendrobium dendrocolla är en orkidéart som beskrevs av Johannes Jacobus Smith. Dendrobium dendrocolla ingår i släktet Dendrobium, och familjen orkidéer. Inga underarter finns listade i Catalogue of Life.